# Оранг-асли

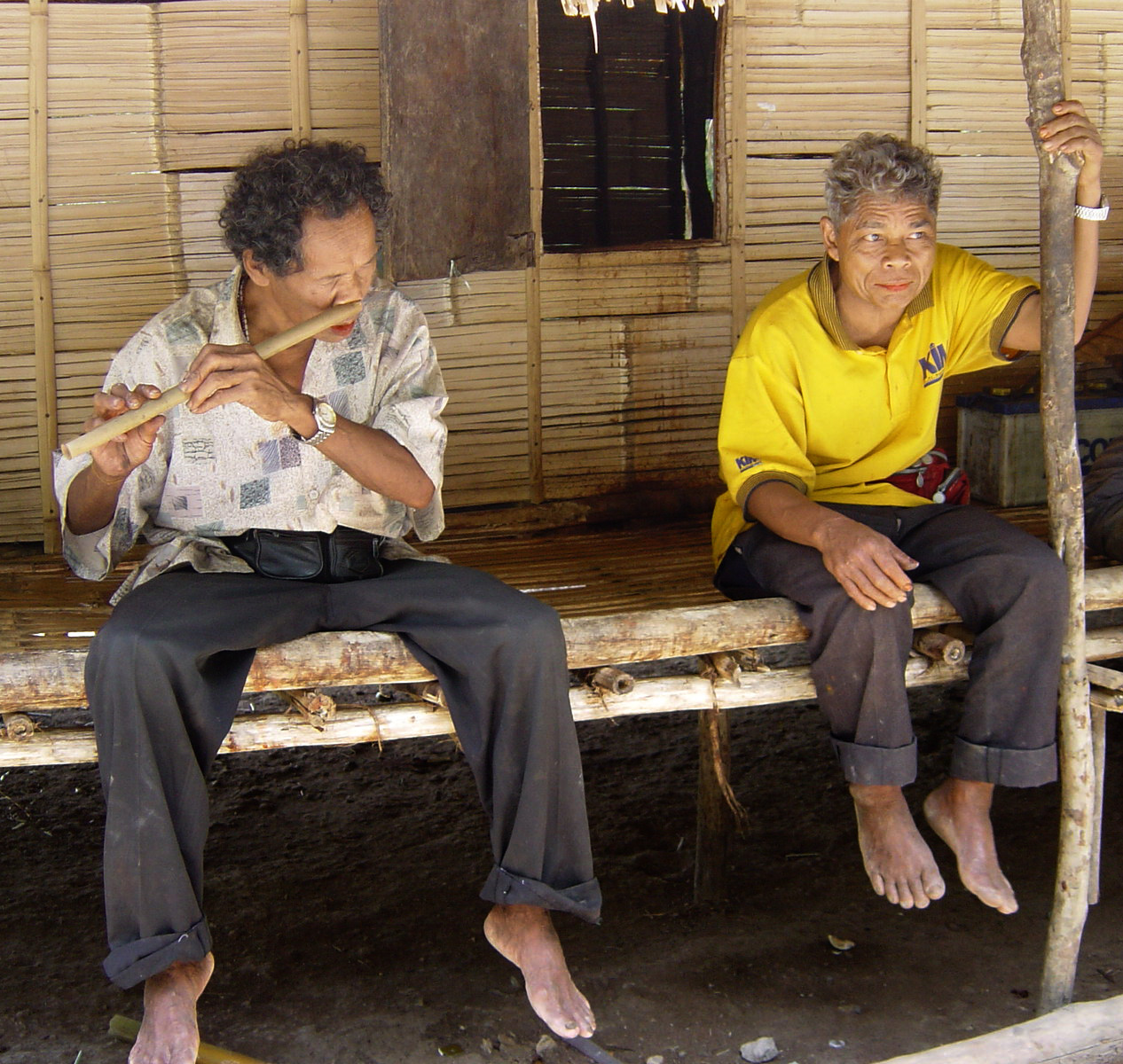
Оранг-Асли, играющие на носовой флейте

Оранг-асли (переводится с малайского как «коренные люди» или «исконные люди») — термин, используемый для названия всего коренного населения полуостровной Малайзии. Делятся на 3 основные группы: семанги (негрито), сенои и протомалайцы. Также делятся на 18 субэтнических групп в связи с различиями в языках и обычаях.
В округе Гомбак, в 25 км к северу от Куала-Лумпура находится музей Оранг-асли.

## Население
В 2000 г. население с-асли достигало 148 тыс. чел, что составляет всего 0,5 % от общего населения Малайзии. Крупнейшая этническая группа, Сенои, составляет около 54 % от всех оранг-асли, протомалайцы — 43 % и семанги — 3 %. Большая часть проживает в сельских районах, доля переехавших в города весьма незначительна. Более 76 % коренного населения живёт за чертой бедности. Уровень грамотности на 1991 г. составлял 43 % по сравнению со средним по стране 86 % в то же время. Средняя продолжительность жизни — 53 года, высок уровень младенческой смертности.

## Языки и религия
Оранг-асли подразделяются на 3 группы не из-за языковых различий, а лишь социологически, лингвистически же они делятся на 2 группы. Первая из них — народы, говорящие на аслийских языках, относящихся к австроазиатской семье. Вторая — народы, говорящие на коренных малайских языках, относящихся к австронезийской языковой семье. Кроме того, большинство оранг-асли свободно говорят на малайском языке.
Традиционно оранг-асли являются анимистами и веруют в духи природы и различных объектов. Однако, на сегодняшний день многие из них переняли ислам и христианство.